# Leptohyphes spiculatus
Leptohyphes spiculatus är en dagsländeart som beskrevs av Allen och Brusca 1973. Leptohyphes spiculatus ingår i släktet Leptohyphes och familjen Leptohyphidae. Inga underarter finns listade i Catalogue of Life.